# Grammy Award for årets sang
Grammy for årets sang (Song of the Year) er en amerikansk pris der uddeles af Recording Academy for årets bedste sang. Prisen gives til komponisten eller komponisterne, ikke sangeren. Prisen har været uddelt siden 1959.
Song of the Year er én af de meste prestigefyldte Grammypriser, og vel én af de vigtigste priser i musik-industrien.
Det sker ofte at en sang er nomineret til både Song of the year og Record of the Year, og i en række tilfælde har en udgivelse vundet begge priser.

## Vindere
- 2025: Kendrick Lamar for “Not Like Us”
- 2024: Billie Eilish for “Just What Was I Made For For?”
- 2023: Bonnie Raitt for "Just Like That"

- 2022: Silk Sonic for "Leave The Door Open"

- 2021: H.E.R. for "I Can't Breathe"

- 2020: Billie Eilish for "Bad Guy"

- 2019: Childish Gambino (feat. Young Thug) for "This Is America"

- 2018: Bruno Mars for "That's What I Like"

- 2017: Adele for "Hello"

- 2016: Ed Sheeran for sangen "Thinking out loud"
- 2015: Sam Smith for sangen "Stay with me"
- 2014: Lorde for sangen "Royals"
- 2013:  Fun for We are young
- 2012:   Adele med sangen " Rolling in the deep"
- 2011: ‘Need you Now’ med Lady Antebellum
- 2010: Thaddis Harrell, Beyoncé Knowles, The-Dream og Christopher Stewart for "Single Ladies (Put a Ring on It)", sunget af Beyoncé
- 2009: Coldplay for "Viva la Vida"
- 2008: Amy Winehouse for Rehab
- 2007: Dixie Chicks & Dan Wilson for Not Ready To Make Nice sunget af Dixie Chicks
- 2006: U2 for Sometimes You Can't Make It On Your Own
- 2005: John Mayer for Daughters
- 2004: Richard Marx & Luther Vandross for Dance With My Father sunget af Luther Vandross
- 2003: Jesse Harris for Don't Know Why sunget af Norah Jones*
- 2002: Alicia Keys for Fallin'
- 2001: U2 for Beautiful Day*
- 2000: Itaal Shur & Rob Thomas for Smooth sunget af Rob Thomas med Carlos Santana*

- 1999: James Horner & Will Jennings for My Heart Will Go On sunget af Céline Dion*
- 1998: John Leventhal & Shawn Colvin for Sunny Came Home sunget af Shawn Colvin*
- 1997: Gordon Kennedy, Wayne Kirkpatrick & Tommy Sims for Change the World sunget af Eric Clapton & Babyface / Wynonna*
- 1996: Seal for Kiss From a Rose*
- 1995: Bruce Springsteen for Streets of Philadelphia
- 1994: Alan Menken & Tim Rice for A Whole New World sunget af Regina Belle & Peabo Bryson
- 1993: Eric Clapton & Will Jennings for Tears in Heaven sunget af Eric Clapton*
- 1992: Irving Gordon for Unforgettable sunget af Natalie Cole med Nat King Cole*
- 1991: Julie Gold for From a Distance sunget af Bette Midler
- 1990: Larry Henley & Jeff Silbar for Wind Beneath My Wings sunget af Bette Midler*

- 1989: Bobby McFerrin for Don't Worry, Be Happy*
- 1988: James Horner, Barry Mann & Cynthia Weil for Somewhere Out There sunget af James Ingram & Linda Ronstadt
- 1987: Burt Bacharach & Carole Bayer Sager for That's What Friends Are For sunget af Elton John, Gladys Knight, Dionne Warwick & Stevie Wonder
- 1986: Lionel Richie & Michael Jackson for We Are the World sunget af USA for Africa*
- 1985: Terry Britten & Graham Lyle for What's Love Got to Do with It? sunget af Tina Turner*
- 1984: Sting for "Every Breath You Take" indspillet af The Police
- 1983: Wayne Carson, Johnny Christopher & Mark James for Always On My Mind sunget af Willie Nelson
- 1982: Jackie DeShannon & Donna Weiss for Bette Davis Eyes sunget af Kim Carnes*
- 1981: Christopher Cross for Sailing*
- 1980: Kenny Loggins & Michael McDonald for What a Fool Believes sunget af The Doobie Brothers*

- 1979: Billy Joel for Just the Way You Are*
- 1978: Barbra Streisand & Paul Williams for Love Theme From "A Star is Born" sunget af Barbra Streisand
- 1978: Joe Brooks for You Light Up My Life sunget af Debby Boone
- 1977: Bruce Johnston for I Write the Songs sunget af Barry Manilow
- 1976: Stephen Sondheim for Send in the Clowns sunget af Judy Collins
- 1975: Alan Bergman, Marilyn Bergman & Marvin Hamlisch for The Way We Were sunget af Barbra Streisand
- 1974: Charles Fox & Norman Gimbel for Killing Me Softly With His Song sunget af Roberta Flack*
- 1973: Ewan MacColl for The First Time Ever I Saw Your Face sunget af Roberta Flack *
- 1972: Carole King for You've Got a Friend
- 1971: Paul Simon for "Bridge Over Troubled Water" sunget af Simon and Garfunkel*
- 1970: Joe South for Games People Play

- 1969: Bobby Russell for Little Green Apples sunget af Roger Miller / O.C. Smith
- 1968: Jimmy L. Webb for Up, Up and Away sunget af 5th Dimension*
- 1967: John Lennon & Paul McCartney for Michelle sunget af The Beatles
- 1966: Johnny Mandel & Paul Francis Webster for The Shadow of Your Smile (Love Theme From The Sandpiper) sunget af Tony Bennett
- 1965: Jerry Herman for Hello, Dolly! sunget af Louis Armstrong
- 1964: Henry Mancini & Johnny Mercer for Days of Wine and Roses sunget af Henry Mancini
- 1963: Leslie Bricusse & Anthony Newley for What Kind of Fool Am I sunget af Anthony Newley
- 1962: Henry Mancini & Johnny Mercer for Moon River sunget af Henry Mancini*
- 1961: Ernest Gold for Theme From "Exodus"
- 1960: Jimmy Driftwood for The Battle of New Orleans

- 1959: Domenico Modugno for Nel Blu Dipinto di Blu (Volare)*

*viser at sangen også vandt Record of the Year.